# Flå
Flå é uma comuna da Noruega, com 692 km² de área e 1 030 habitantes (censo de 2004).         